# Hurali Koppa, Sorab
Hurali Koppa là một làng thuộc tehsil Sorab, huyện Shimoga, bang Karnataka, Ấn Độ.